# Pachylepyrium squarrulosum
Pachylepyrium squarrulosum är en svampart som beskrevs av Singer 1969. Pachylepyrium squarrulosum ingår i släktet Pachylepyrium och familjen Strophariaceae.   Inga underarter finns listade i Catalogue of Life.